# Teju Cole
Teju Cole (Kalamazoo, 27 giugno 1975) è uno scrittore, fotografo e storico statunitense.
Nato negli USA da genitori nigeriani venne cresciuto in Nigeria. Tornato negli stati uniti a 17 anni dove vive tuttora a New York.
È l'autore, fra gli altri, di Ogni giorno è per il ladro, pubblicato in Nigeria nel 2007 e in Italia nel 2014 e di Città aperta pubblicato in Italia nel 2013 da Einaudi.
Collabora regolarmente con giornali quali The New York Times, Qarrtsiluni, Granta, The New Yorker, Transition, The New Inquiry e A Public Spa.

## Opere
- Ogni giorno è per il ladro (Every Day Is for the Thief, 2007), traduzione di Gioia Guerzoni, Torino, Einaudi, 2014.
- Città aperta (Open City, 2011), traduzione di Gioia Guerzoni, Torino: Einaudi, 2013.
- L'estraneo e il noto. Entusiasmi, incontri, letture, fotografie (Known and Strange Things, 2016), traduzione di Gioia Guerzoni, Roma, Contrasto, 2018.
- Punto d'ombra (Blind Spot, 2017), traduzione di Gioia Guerzoni, Roma, Contrasto, 2016.
- Carta nera. Scrivere in tempi bui (Black Paper: Writing in a Dark Time, 2021), traduzione di Gioia Guerzoni, Torino, Einaudi, 2025.
- Tremore (Tremor, 2023), traduzione di Gioia Guerzoni, Torino, Einaudi, 2024.